# 哈伯斯巴赫河
50°7′3.03″N 9°17′20.62″E / 50.1175083°N 9.2890611°E

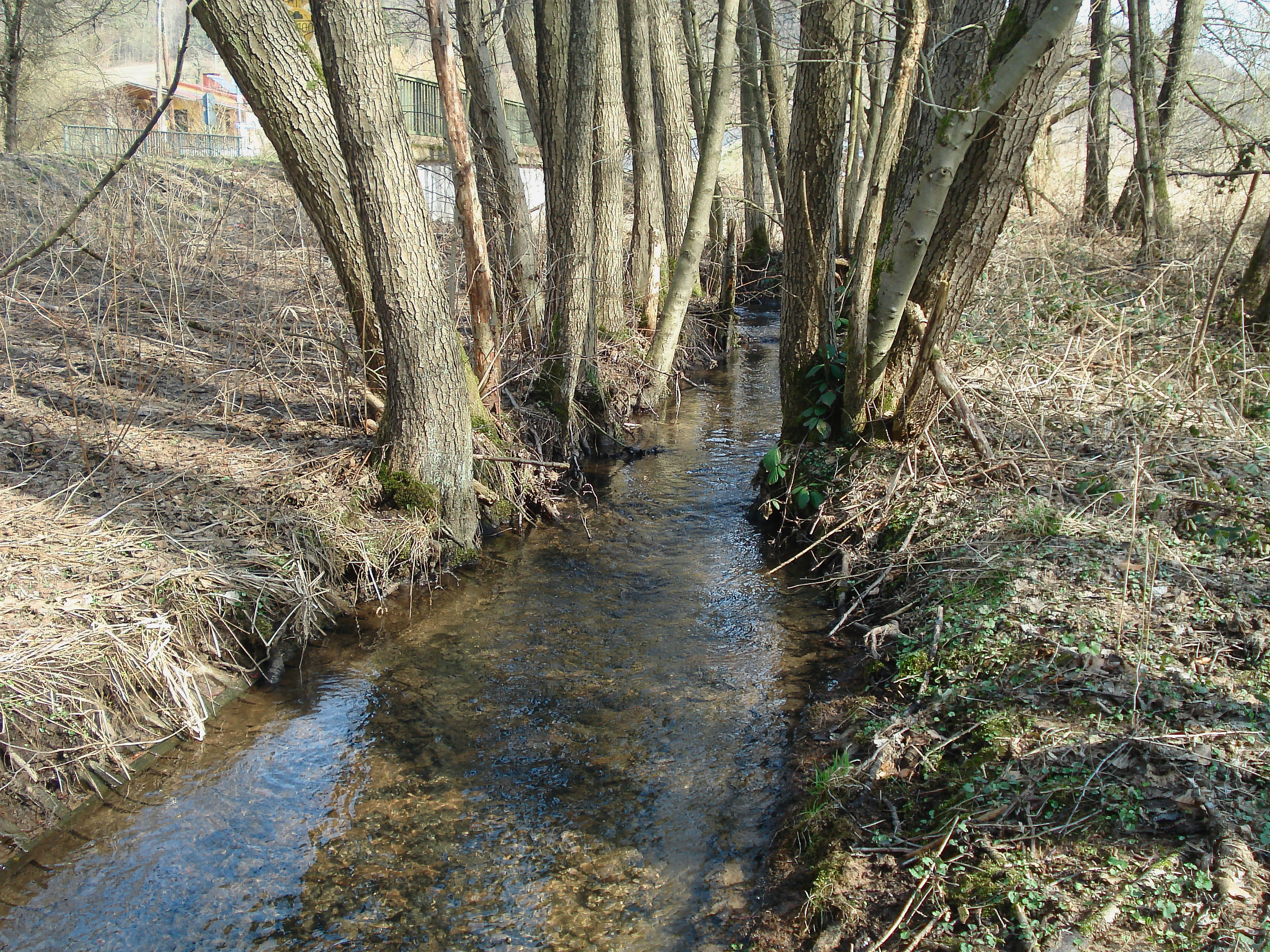

哈伯斯巴赫河（德語：Habersbach），是德國的河流，位於該國東南部，由巴伐利亞負責管轄，屬於卡爾河的右支流，河道全長2.2公里，流域面積3.1平方公里。